# Atlético Madrid
Club Atlético de Madrid (uobičajeno nazivan Atlético Madrid ili Atlético) španjolski je nogometni klub iz Madrida, koji nastupa u La Ligi. Domaće utakmice igra na stadionu Wanda Metropolitano, kapaciteta 67.703 gledatelja. Klub je jedan od najuspješnijih u španjolskoj povijesti, s jedanaest nacionalnih prvenstava i devet Kupova kralja, trofejem Kupa pobjednika kupova iz 1962. te Interkontinentalnim kupom iz 1974.
Atlético je jedan od klasičnih klubova FIFA.

## Povijest
Nogometni klub Athletic Club de Madrid osnovali su 26. travnja 1903. baskijski studenti u Madridu kao ispostavu Athletic Bilbaa. Prvi je predsjednik kluba bio Enrique Allende.

### Dresovi
U početku su i u jednom i u drugom klubu dresovi bili drugačije boje nego danas. Majica je bila s jednom plavom i jednom bijelom crtom, dok im je donji dio bio potpuno plav. Bilo je to zato što su momci iz Bilbaa kupovali dresove za oba kluba u Engleskoj i to u Blackburn Roversima. Dugo su vremena igrali u plavo-bijelim dresovima, sve do 1911. godine, dok se predstavnik Athletic Bilbaa nije uputio na novo putovanje brodom prema Engleskoj te se s tog puta vratio s dresovima Southamptona (majica s crveno-bijelim crtama i crnim donjim dijelom), jer nije mogao pronaći opremu Blackburn Roversa. Athletic Bilbao prihvaća nove dresove kao službene, dok Madriđani uzimaju crveno bijelu majicu, a ostavljaju plavim svoj donji dio.

### Odvajanje i spajanje
Godine 1921. madridski se Athletic sasvim odvojio od Atletica iz Bilbaa, a 13. svibnja 1923. godine klub je otvorio svoj prvi stadion, Metropolitano, odigravši utakmicu protiv Real Sociedada. Svoj prvi nastup u prvoj ligi odigrao je 10. veljače u Lehoni (španj. Leona) protiv momčadi koja se zvala Arenas de Guecho. Zbog teške ekonomske krize, klub se 1939. spaja s Aviación Nacional, ekipom zračnih snaga španjolske vojske. Nakon fuzije klub dobiva ime Athletic Aviación de Madrid, a 1941. mijenja ime iz Athletic u Atlético, jer je Francisco Franco zabranio uporabu stranih imena. Današnje ime, Atlético de Madrid, klub nosi od 1947. godine.

## Klupski uspjesi
Prvu ligu klub osvaja u sezonama 1939./40., 1940./41., 1949./50. i 1950./51.  1962. godine osvaja Kup pobjednika kupova, pobjedom u finalu nad Fiorentinom. Dana 17. ožujka 1964. na čelo kluba dolazi legendarni Vicente Calderón, koji mijenja dotadašnjeg predsjednika Javiera Barrosa. Ostat će zapamćen kao najuspješniji predsjednik Atletica, jer u 21 godinu s njim na čelu klub osvaja devet titula: četiri lige, četiri kupa i jedan Interkontinentalni kup kojeg su osvojili 1974. godine. Tadašnji osvajač Kupa prvaka Bayern München, odbio je odigrati utakmicu protiv južnoameričkog predstavnika, argentinskog kluba Club Atlético Independiente Avellaneda te je, kao poražena u europskom finalu, uskočila ekipa Atlético Madrida i osvojila Interkontinentalni kup.
Najvećim uspjehom u suvremenijoj povijesti smatra se dupla kruna 1996. godine. 

### Domaći uspjesi
La Liga:
- Prvak (11): 1939./40., 1940./41., 1949./50., 1950./51., 1965./66., 1969./70., 1972./73., 1976./77., 1995./96., 2013./14., 2020./21.
- Drugi (10): 1943./44., 1957./58., 1960./61., 1962./63., 1964./65., 1973./74., 1984./85., 1990./91., 2017./18., 2018./19.
- Treći (16): 1941./42., 1944./45., 1946./47., 1947./48., 1961./62., 1970./71., 1975./76., 1978./79., 1980./81., 1982./83., 1987./88., 1991./92., 2012./13., 2014./15., 2015./16., 2016./17.

Kup Kralja:
- Prvak (1): 1959./60., 1960./61., 1964./65., 1971./72., 1975./76., 1984./85., 1990./91., 1991./92., 1995./96., 2012./13.
- Finalist (9): 1921., 1926., 1956., 1964., 1975., 1987., 1999., 2000., 2010.

Španjolski liga-kup:
- Finalist (1): 1984., 1985.

Supercopa de España
- Prvak (2): 1985., 2014.
- Finalist (5): 1991., 1992., 1996., 2013., 2019./20.

Campeonato del Centro (prvenstvo središnje Španjolske):
- Prvak (4): 1921., 1925., 1928., 1940.

### Europski i svjetski uspjesi
Liga prvaka:
- Finalist (3): 1973./74. (finale), 2013./14. (finale), 2015./16. (finale)

Kup pobjednika kupova:
- Prvak (1): 1961./62.
- Finalist (2): 1962./63., 1985./86.

UEFA Europska liga:
- Prvak (3): 2009./10., 2011./12., 2017./18.

UEFA Superkup:
- Prvak (3): 2010., 2012., 2018.

Interkontinentalni kup:
- Prvak (1): 1974.

## Stadioni
Klub je dosad promijenio četiri stadiona. Prvo igralište na kojem su se igrale službene utakmice nalazilo se u madridskoj ulici koja se danas zove, po znanstveniku i književniku, Menèndez Pelayo, pored Retiro parka. Godine 1913., kad se klub već osamostalio od starijeg brata iz Bilbaa, zaigrao je na novom igralištu u srcu prestižnog naselja Salamanca.
Trebalo je pričekati samo deset godina da se opet preseli. Ovaj put na stadion Metropolitano, u četvrt Cuatro Caminos. Tamo ostaje do 1966. kad se otvaraju vrata današnjeg Vicente Calderóna, prvog stadiona u Španjolskoj s isključivo sjedećim mjestima.

### Sadašnji stadion
Sadašnji stadion je Wanda Metropolitano koji je izgrađen 2017. godine, a službeno otvaranje stadiona je bilo 15. rujna 2017. godine. Prošli stadion Vicente Calderón je pretvoren u park. U povijest ulazi i Antoine Griezmann koji je postigao prvi gol na ovome stadionu protiv Málage.

## Vanjske poveznice
- Službena stranica (šp.) (engl.)
- Navijačka udruga Infierno Rojiblanco  Arhivirana inačica izvorne stranice od 14. travnja 2006. (Wayback Machine) (šp.)